# Megapodius cumingii
Il megapodio delle Filippine, maleo delle Filippine o megapodio tabon (Megapodius cumingii  Dillwyn, 1853) è un uccello galliforme della famiglia Megapodiidae.

## Descrizione
Questo megapodio misura 31–44 cm.

## Distribuzione e habitat
Megapodius cumingii è diffuso in Malaysia, in Indonesia e nelle Filippine.

## Tassonomia
Sono note le seguenti sottospecie:
- Megapodius cumingii cumingii Dillwyn, 1853
- Megapodius cumingii dillwyni Tweeddale, 1878
- Megapodius cumingii pusillus Tweeddale, 1878
- Megapodius cumingii tabon Hachisuka, 1931
- Megapodius cumingii gilbertii G.R.Gray, 1862
- Megapodius cumingii sanghirensis Schlegel, 1880
- Megapodius cumingii talautensis Roselaar, 1994